# Allemanche-Launay-et-Soyer
Allemanche-Launay-et-Soyer är en kommun i departementet Marne i regionen Grand Est (tidigare regionen Champagne-Ardenne) i nordöstra Frankrike. Kommunen ligger i kantonen Anglure som tillhör arrondissementet Épernay. År 2022 hade Allemanche-Launay-et-Soyer 118 invånare.

## Befolkningsutveckling
Antalet invånare i kommunen Allemanche-Launay-et-Soyer
| Referens: INSEE |